# Tribuna.com
Tribuna.com, також відома як «Трибуна» — міжнародне спортивне діджитал-видавництво, засноване у 2010 році. Портал висвітлює спортивні події дев'ятьма мовами та включає білоруську, українську та міжнародну редакції. Крім публікації новин, «Трибуна» розробляє спортивні додатки та має широку мережу груп у соціальних мережах.
Після президентських виборів 2020 року видання та його співробітники зазнали переслідувань на території Білорусі. Після початку повномасштабної війни в Україні «Трибуна» підтримала гуманітарні ініціативи та реалізує кампанії на підтримку українського спорту.

## Історія
У 2010 році було зареєстровано спортивний ресурс Goals.by. У 2014 році він об'єднався зі спортивним порталом Sports.ru, зберігши редакцію та перейшовши на нову платформу. З цього моменту редакція розпочала роботу під брендом «Трибуна». На початку 2020 року Sports.ru було продано, а в руках засновників залишилася українська, білоруська та міжнародна версія «Трибуни».
У компанії працює понад 150 співробітників із більш ніж 30 країн. На 2020 рік майже 30 осіб працювало в українській редакції. Близько двох третин колективу займається редакційною роботою, а решта — розробкою веб-сайту, додатків та управління продуктами.
Крім російської, української та білоруської, «Трибуна» також працює англійською, іспанською, французькою, італійською,  німецькою та арабською мовами. У кожній з європейських країн аудиторія мовних розділів сягає мільйона людей.
До початку повномасштабної війни в Україні компанія дотримувалася рекламної моделі доходу, проте після цього була змушена переглянути стратегію на користь преміум-підписок та партнерського маркетингу.

## Редакції

### Міжнародна (tribuna.com)
Міжнародна редакція була запущена у 2010 році. У ній працює понад 50 журналістів. У 2014 році Tribuna Digital випустила свій перший додаток орієнтований на міжнародний ринок.
Спочатку «Трибуна» створювала свої продукти для Білорусі та України, але пізніше вийшла на міжнародний рівень, розпочавши розробку додатків для таких футбольних клубів, як Барселона, Реал Мадрид, Ліверпуль, Челсі, Манчестер Юнайтед, Баварія, Мілан та інших. До жовтня 2024 року ці додатки були завантажені понад 5 мільйонів разів. У соціальних мережах видання налічується понад 15 мільйонів підписників, при цьому група «Барселони» у Facebook має понад 3 мільйони підписників.

### Білоруська (by.tribuna.com)
У 2014 році спортивний сайт Goals.by об'єднався з компанією Tribuna Digital і почав роботу під брендом «Трибуна» (by.tribuna.com). У 2018 році портал посів 9-е місце серед білоруських інтернет-медіа, а також став найпопулярнішим спортивним веб-виданням у Білорусі .
У 2019 році аудиторія порталу «Трибуна» досягала 700 тисяч переглядів щомісяця. У неділю соціальні мережі видання вели білоруською мовою. Незважаючи на блокування у 2020 році, видання залишалося окупним, проте після того, як його визнали екстремістським у 2021 році, воно було змушене розлучитися з рекламодавцями з країни. З моменту блокування «Трибуна» продовжувала залишатися найпопулярнішим спортивним виданням у Білорусі.
З початком повномасштабної війни в Україні редакція була змушена знову залишити країну, де перебувала після вимушеного від'їзду з Білорусі. 6 жовтня 2022 року співзасновник «Трибуни» Дмитро Навоша оголосив про перехід видання на білоруську мову. Це рішення було позитивно сприйняте редакцією, ЗМІ та користувачами. Білоруська версія стабільно досягала 38-40 % від усіх переглядів порталу.

#### Переслідування
Під час президентських виборів 9 серпня 2020 року сайт видання було заблоковано. 6 серпня 2021 року суд у Білорусі визнав спортивний портал екстремістським. Це рішення було прийняте за клопотанням МВС, яке звинуватило видання у публікації «матеріалів, які закликають до екстремістської діяльності». Крім того, екстремістськими були визнані дзеркала сайту, додаток та бот проекту. За цей час співробітників видання неодноразово затримували. Після арешту журналіста Олександра Івуліна 3 червня 2021 року вся редакція була змушена виїхати в Україну. 1 вересня 2021 року обшук пройшов у квартирі, де раніше мешкав керівник видання Максим Березинський. 18 січня 2023 року до 12 років колонії заочно засудили засновника «Трибуни» Дмитра Навошу. 5 грудня 2023 року видання було визнано екстремістським формуванням.

### Українська (ua.tribuna.com)
Українська версія порталу була запущена у 2013 році. У 2019 році сайт української «Трибуни» щомісяця відвідувало 1,3 мільйона користувачів. На початок повномасштабної війни аудиторія проекту зросла до 6 мільйонів читачів на місяць. Також видання було прибутковим. Однак після повномасштабного російського вторгнення всі рекламні кампанії були припинені.
Кількість переглядів та розмір аудиторії скоротилися вчетверо. Однак після звільнення Київської, Харківської, Сумської та Чернігівської областей кількість користувачів почала поступово відновлюватись. У серпні-вересні 2022 року аудиторія повернулася до рівнів, близьких до довоєнних, досягнувши близько 5 мільйонів читачів на місяць.

#### Ініціативи редакції під час війни
На початку війни портал запустив ініціативу Sports For Ukraine. У ній взяли участь такі відомі спортсмени, як Андрій Шевченко, Олександр Зінченко, Роберт Левандовскі, Жан Беленюк та інші. Крім цього, з початку вторгнення видання активно підтримувало благодійні ініціативи, завдяки яким вдалося зібрати сотні тисяч доларів на різні гуманітарні проекти.
6 жовтня 2022 року українська «Трибуна» спільно з медіагрупою «1+1» та за підтримки Міністерства молоді та спорту України оголосили про запуск проекту «Спортивний фронт». Метою співпраці двох команд стала підтримка українського спорту, бойкот спортсменів, які або не висловили своєї позиції щодо війни, або відкрито підтримали російських агресорів. Крім того, проект був спрямований на привернення уваги світової спільноти до необхідності блокування участі російських та білоруських збірних у міжнародних змаганнях. 24 листопада 2022 року Верховна Рада України доручила редакції «Трибуни» скласти список санкцій спортсменів з Росії та Білорусі, які публічно підтримали російсько-українську війну.